# 重黏土
高尔特组是一种坚硬的蓝色粘土地质构造，沉积于下白垩纪（上阿尔布和中阿尔布期）平静、相当深的海洋环境中。它清晰可见于英国肯特郡福克斯通科普特角的海岸悬崖上，它位于下绿砂岩层之上，位于上绿砂岩层之下。 它们代表不同的岩相，沙质部分可能沉积在靠近海岸的地方，而粘土部分则沉积在距离沉积物源较远的静水中；两者都被认为是浅水沉积物。 
该名字的词源尚不确定，可能起源于当地。 

## 分布
它分布在北唐斯（东南英格兰的一道白垩土山丘，从萨里郡的法纳姆延伸到肯特郡的多佛白崖）的南侧和南唐斯（东南英格兰海岸的一道白垩土山丘，从汉普郡的伊辰谷延伸到东萨塞克斯郡的比奇角）的北侧。它还分布在伯克郡唐斯（英格兰南部的一系列白垩土山丘）的悬崖下、英国牛津郡的白马谷和怀特岛，在那里它被称为“蓝拖鞋”。 高尔特粘土位于伦敦盆地下方的白垩层之下，通常覆盖着侏罗纪和泥盆纪的侵蚀岩石；下层高尔特粘土仅存在于盆地外部下方，并不存在于伦敦市中心地下。 高尔特组代表了下层绿砂岩被侵蚀的海侵现象。它分为两个部分：上层 (Upper Gault) 和下层 (Lower Gault)。上层顶超下层。高尔特组在穿过伦敦盆地过程中逐渐变薄，并终止于东安格利亚的沃什湾（一个北海中的天然矩形浅海湾，有多个河口）南部的红色白垩层。
位于英格兰东南部肯特郡福克斯通海岸上科普特角的高尔特黏土为该组的典型地区，堆积厚度为 40 米。

## 用途
这种粘土曾在多个地方用于制砖，尤其是肯特郡邓顿格林和怀伊附近。
高尔特粘土通常含有大量磷酸盐结核，其中一些被认为是粪化石，也可能含有沙子以及海绿石矿物的小颗粒。在一些地方，亚硒酸盐矿物晶体相当常见，黄铁矿结核亦是如此。

## 化石

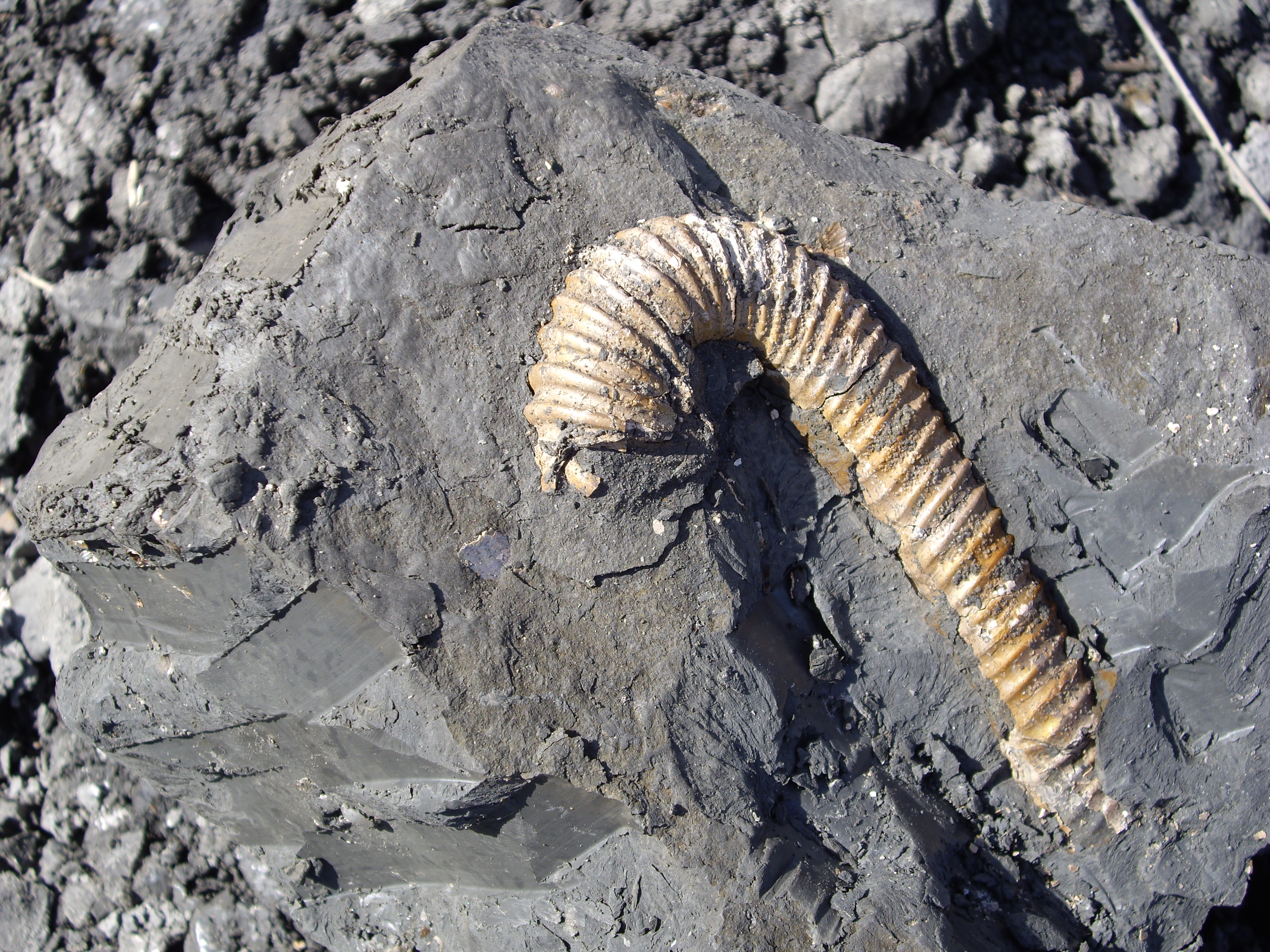
肯特郡福克斯通海滩上高尔特粘土中的钩角石科化石

高尔特黏土中有丰富的海洋化石，包括菊石（如盔菊石、钩角石、真盔菊石、Anahoplites 和 Dimorphoplites）、箭石（如新希波箭石）、双壳类（如Birostrina 和 Pectinucula ）、腹足类（如 Anchura）、单个的珊瑚、鱼类遗骸（包括鲨鱼牙齿）、散落的海百合遗骸和甲壳类动物（如螃蟹Notopocorystes ）。偶尔也会发现木化石碎片，并且还发现了恐龙（棘甲龙属）。 